# Chondrostoma vardarense
Chondrostoma vardarense är en fiskart som beskrevs av Stanko Karaman 1928. Chondrostoma vardarense ingår i släktet Chondrostoma och familjen karpfiskar. IUCN kategoriserar arten globalt som nära hotad. Inga underarter finns listade i Catalogue of Life.